# François-Frédéric Lemot
François-Frédéric Lemot (Lione, 4 novembre 1772 – Parigi, 6 maggio 1827) è stato uno scultore francese, esponente del Neoclassicismo.

## Biografia
Dopo aver iniziato gli studi in architettura all'Accademia di Besançon, ancora adolescente si recò a Parigi dove fu scoperto da Claude Dejoux (1732-1816), uno scultore neoclassico allievo a sua volta di Guillaume Coustou il giovane. All'età di diciassette anni, nel 1790, vinse il Prix de Rome per la scultura, con un bassorilievo rappresentante il Giudizio di Salomone. Il pensionato a Palazzo Mancini, sede all'epoca dell'Académie de France à Rome, durò poco più di un paio d'anni: nel 1793 lasciò Roma per arruolarsi nell'Armata del Reno.

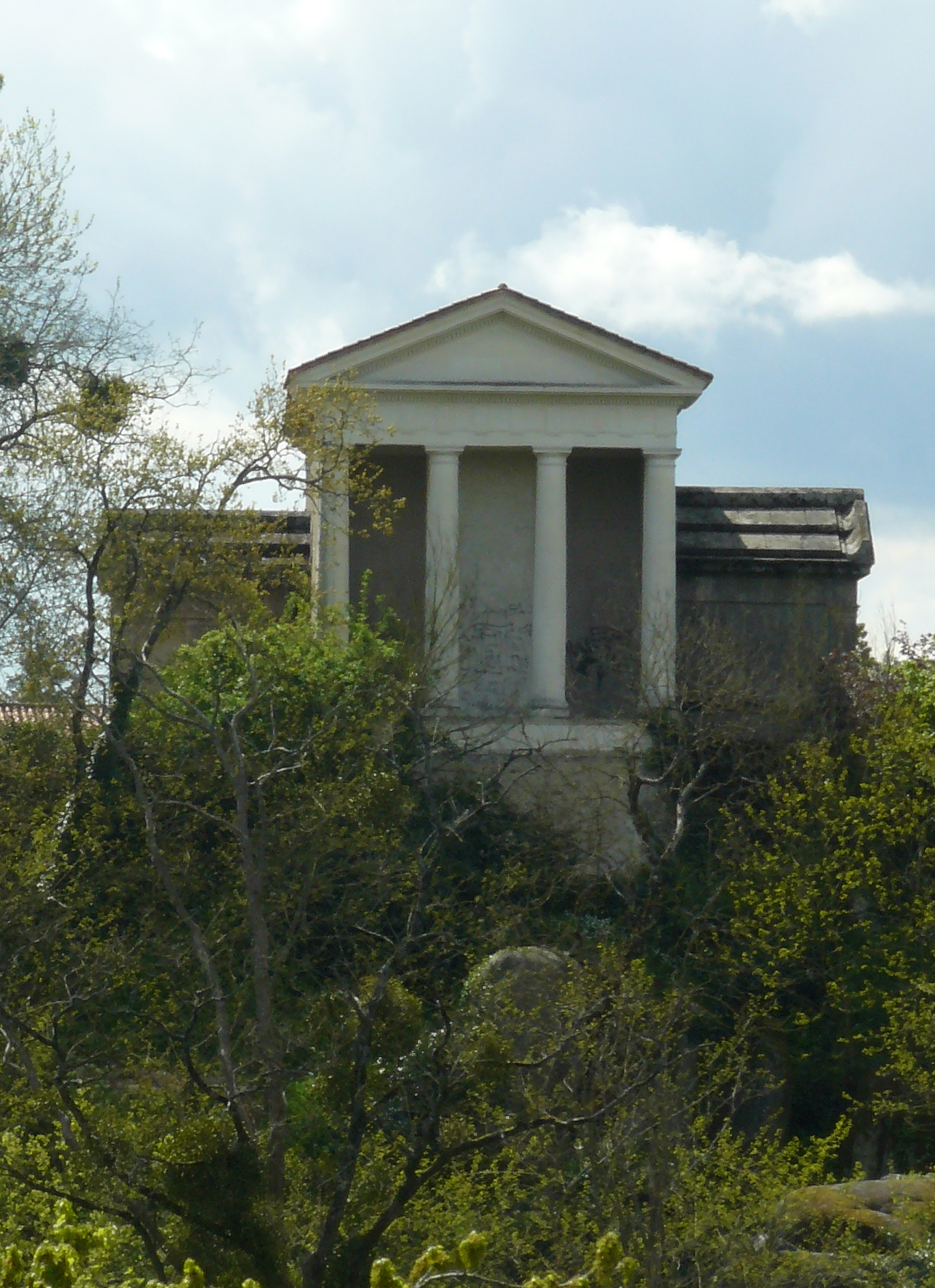
Clisson, Temple de l'Amitié

Rientrato a Parigi nel 1795 iniziò in Francia la sua attività di scultore, che fu particolarmente fortunata, soprattutto durante il Primo Impero, grazie alle caratteristiche della sua arte che lo ponevano in particolare sintonia con i francesi contemporanei: lo stile classicheggiante e l'empito retorico. Nel 1795 risultò vincitore al concorso indetto da un comitato della Convenzione nazionale, per una scultura colossale in bronzo nella quale il popolo francese era rappresentato nelle vesti di Ercole; il monumento tuttavia non fu più finanziato. Sotto il governo repubblicano decorò la tribuna degli oratori nella sala del Consiglio dei Cinquecento con le statue di Lycurgue méditant sur les lois de Sparte (Licurgo che riflette sulle leggi di Sparta), di Numa Pompilio e di Bruto, e con due bassorilievi in marmo rappresentanti la Renommée e Clio, la musa della storiografia. Fu uno degli artisti ufficiali del Primo impero francese (Bassorilievo sul frontone del Louvre rappresentante Napoleone festeggiato dalle muse; la statua di Gioacchino Murat; statua di Cicerone; Ebe che versa il nettare a Giove, trasformato in aquila, ecc.). Inoltre, non gli mancò il favore di pubblico e autorità con la Restaurazione, nel corso della quale ricostruì le statue dei re di Francia abbattute durante la Rivoluzione francese (Enrico IV a Pont Neuf, Luigi XIV a Place Bellecour a Lione, ecc.). Fu ricompensato da Napoleone con la legion d'onore e da Luigi XVIII con l'Ordine di San Luigi e la nomina a barone di Clisson.

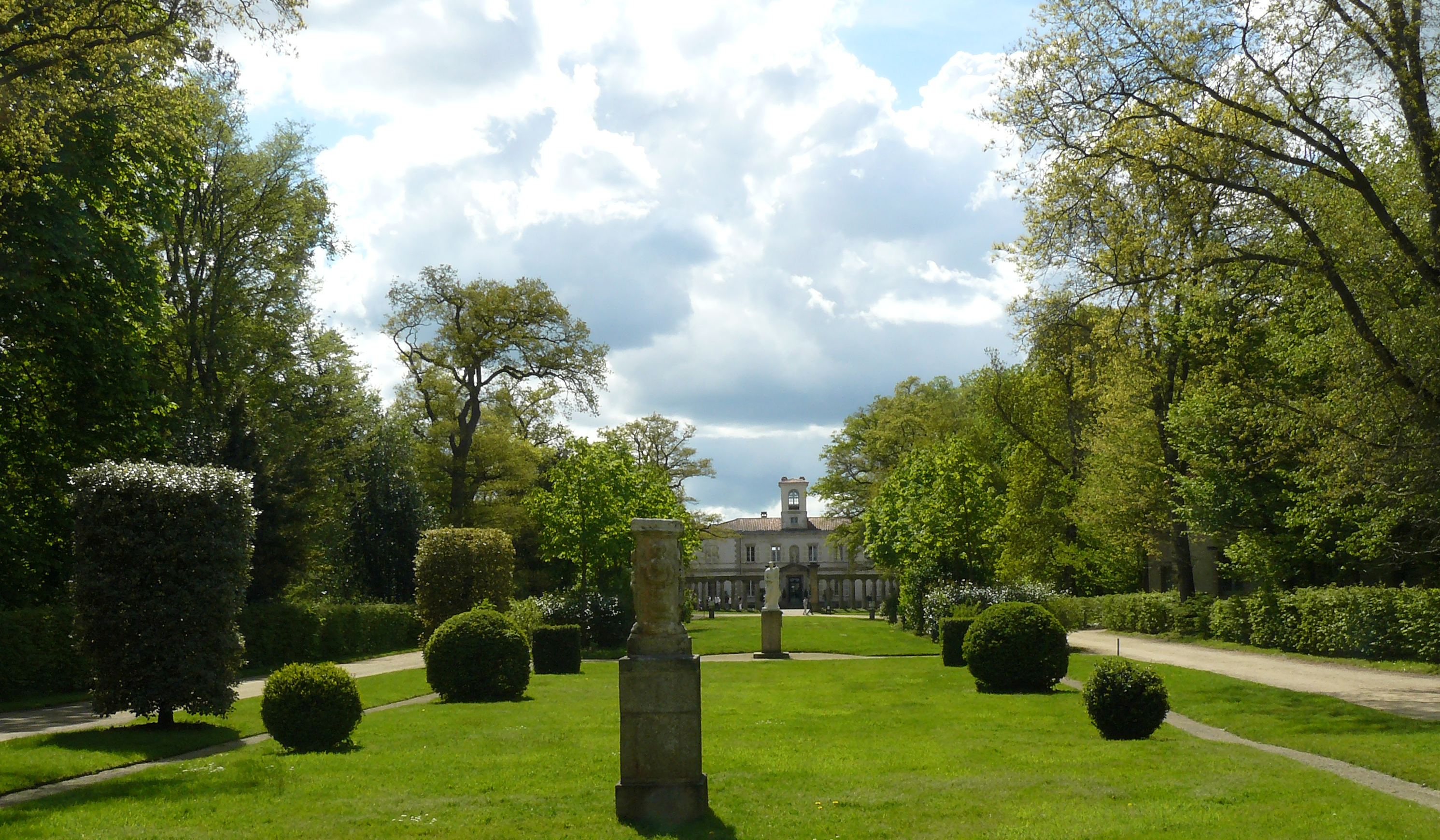
Garenne Lemot, ingresso alla Ville Lemot

Il lavoro al quale Lemot dedicò più cura e passione fu la realizzazione della Tibur de ses rêves (la Tivoli dei suoi sogni), la Garenne Lemot, un parco attorno a un vecchio castello diroccato acquistato nel 1805 fra Gétigné e Clisson, quest'ultima una località della Vandea nei pressi di Nantes, che Lemot contribuì a ricostruire e ad abbellire secondo il gusto italiano. Clisson aveva suscitato già l'interesse del suo vecchio amico François Cacault, un diplomatico che lo aveva protetto a Roma durante le manifestazioni anti-francesi del 1793, ed erano state oggetto di uno scritto di Lamot pubblicato anonimo (Voyage pittoresque dans le bocage de la Vendée, Viaggio pittoresco nel boschetto della Vandea).
I suoi resti riposano ne Temple de l'Amitié (Tempio dell'Amicizia) a Clisson, una costruzione in forma di tempio dell'antica Grecia destinato inizialmente a ospitare le ceneri dei fratelli François e Pierre Cacault.

## Galleria d'immagini

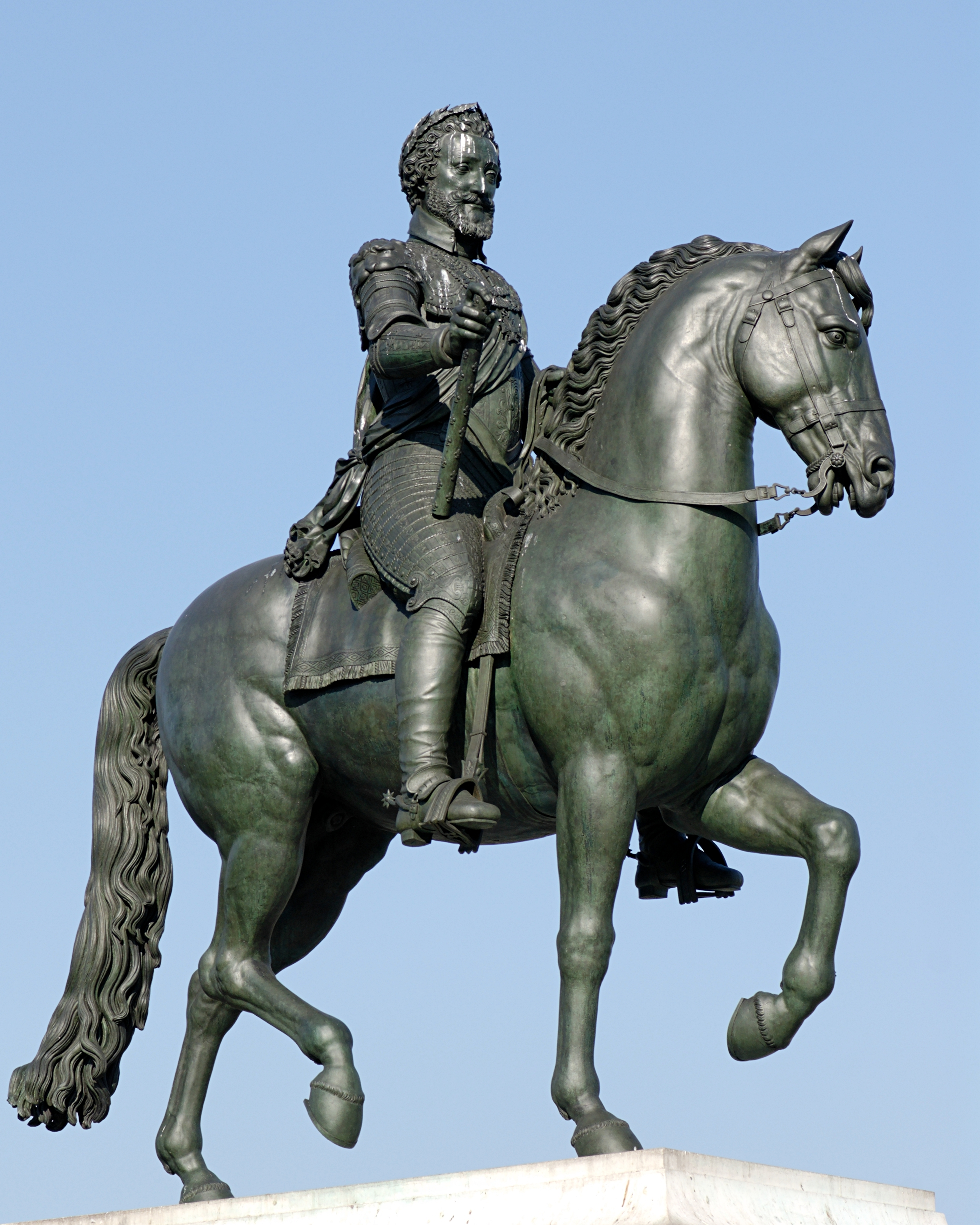
Henri IV 1818, Parigi, Pont Neuf
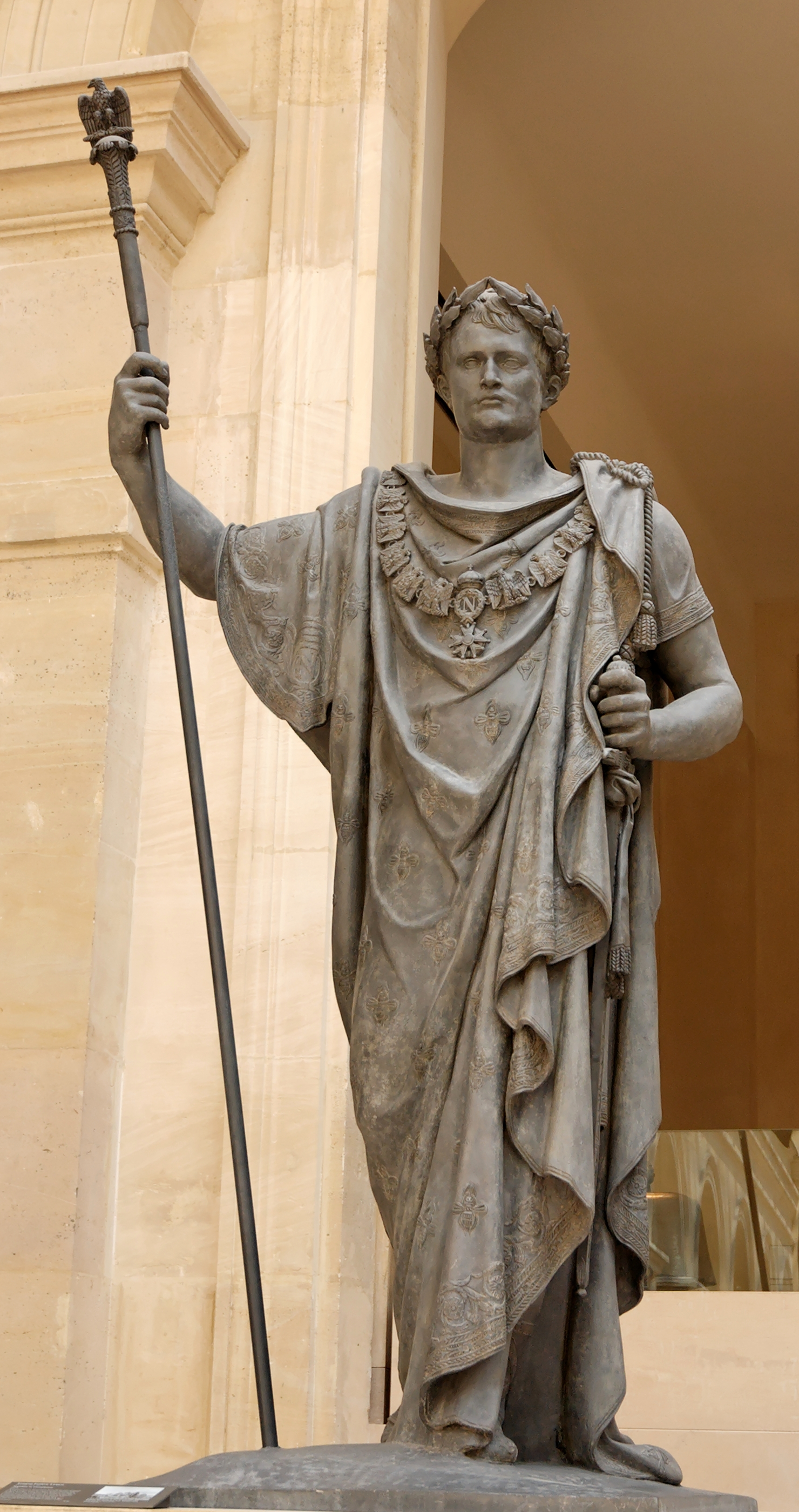
Napoléon en triomphateur, 1808, Louvre
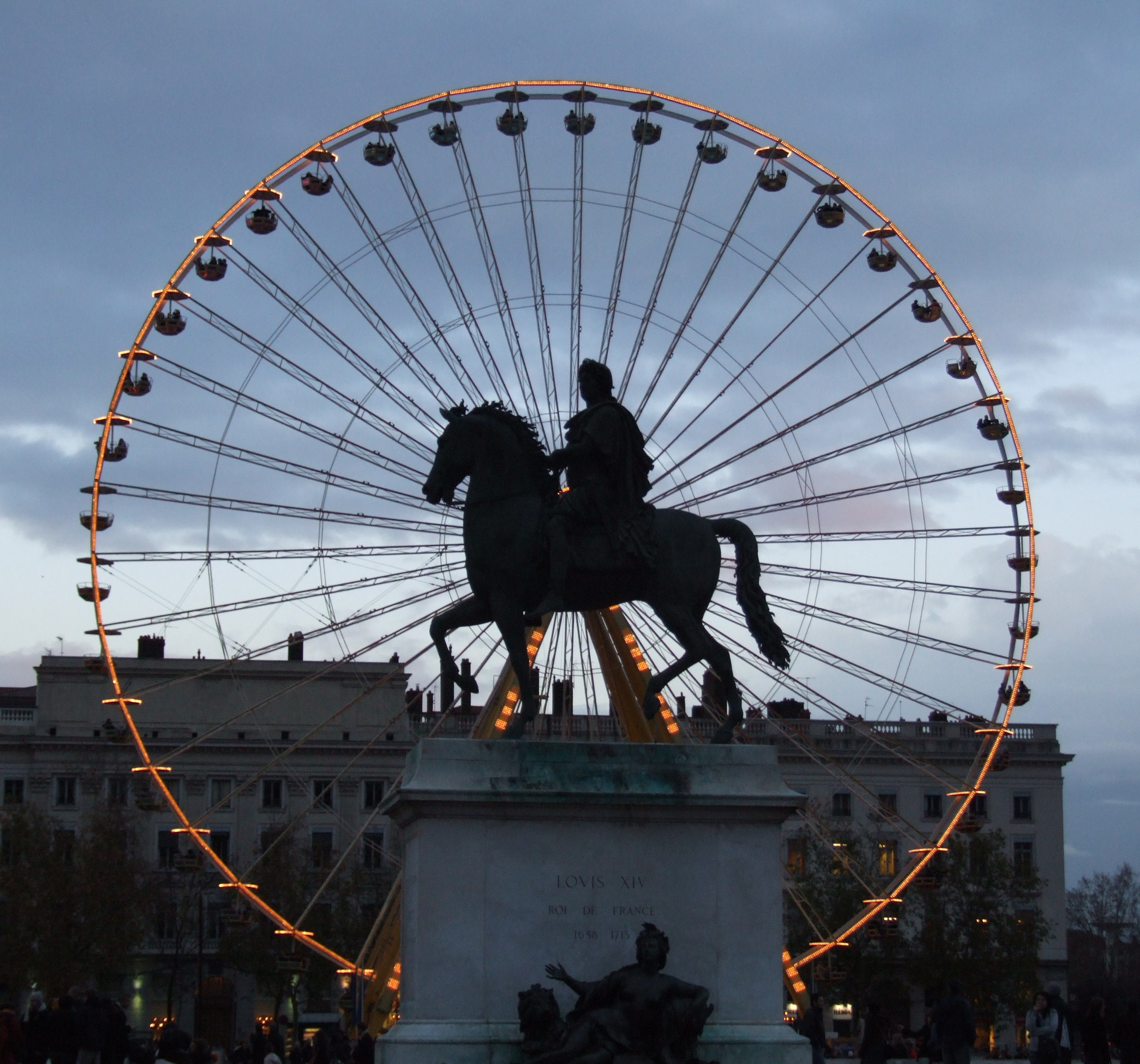
Luigi XIV, Lione, place Bellecour
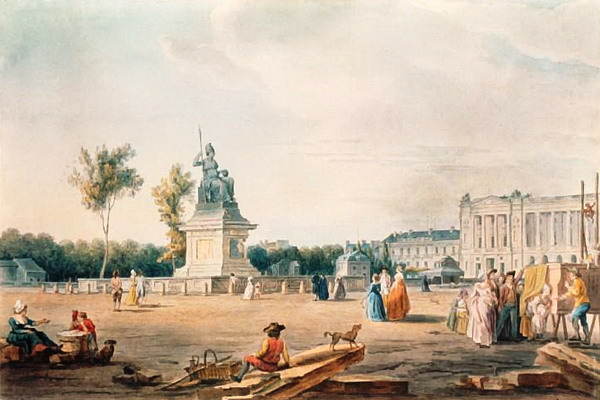
Place de la Concorde, Statue de la Liberté
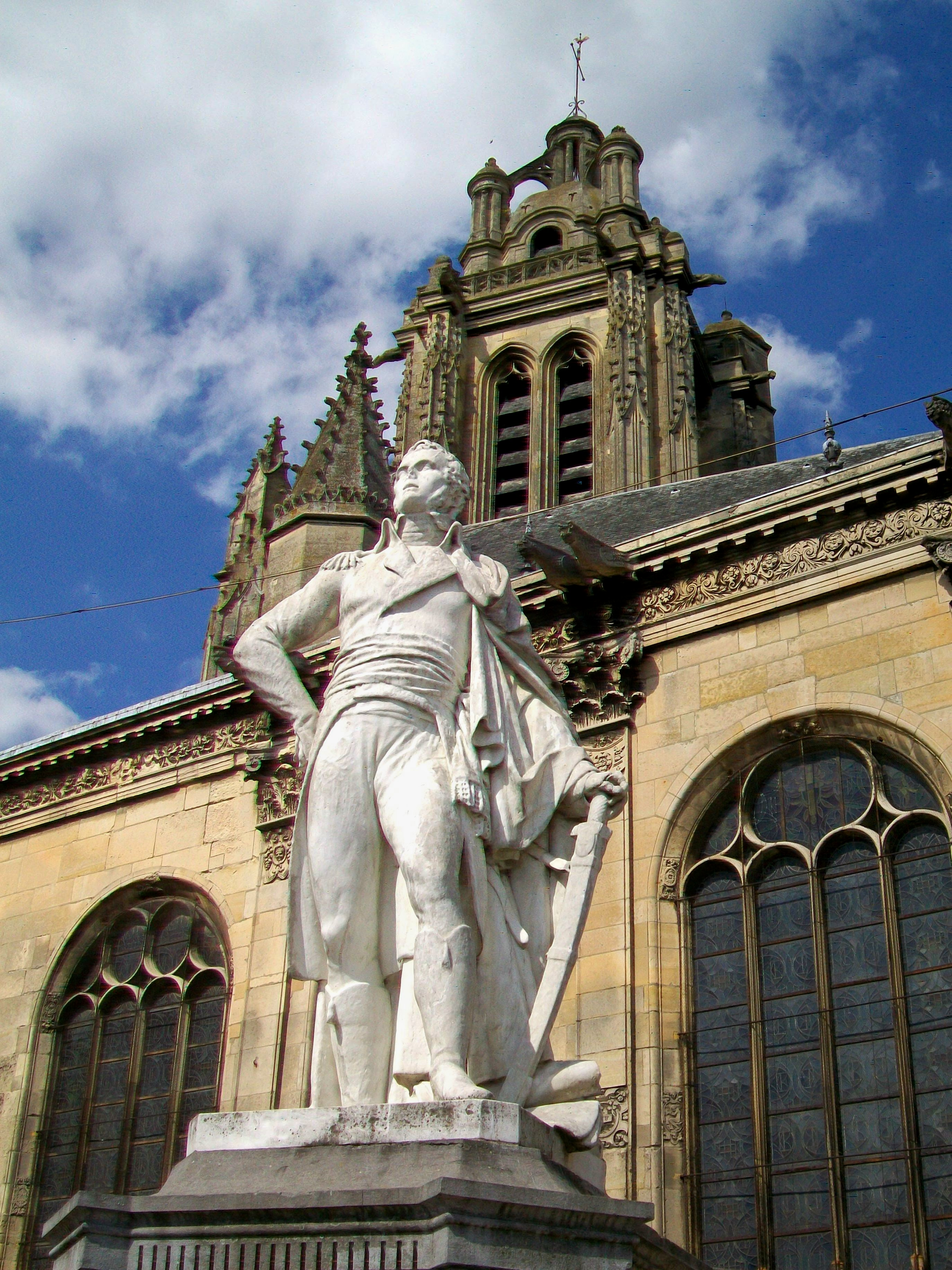
Statua del generale Leclerc, Pontoise, Cathédrale
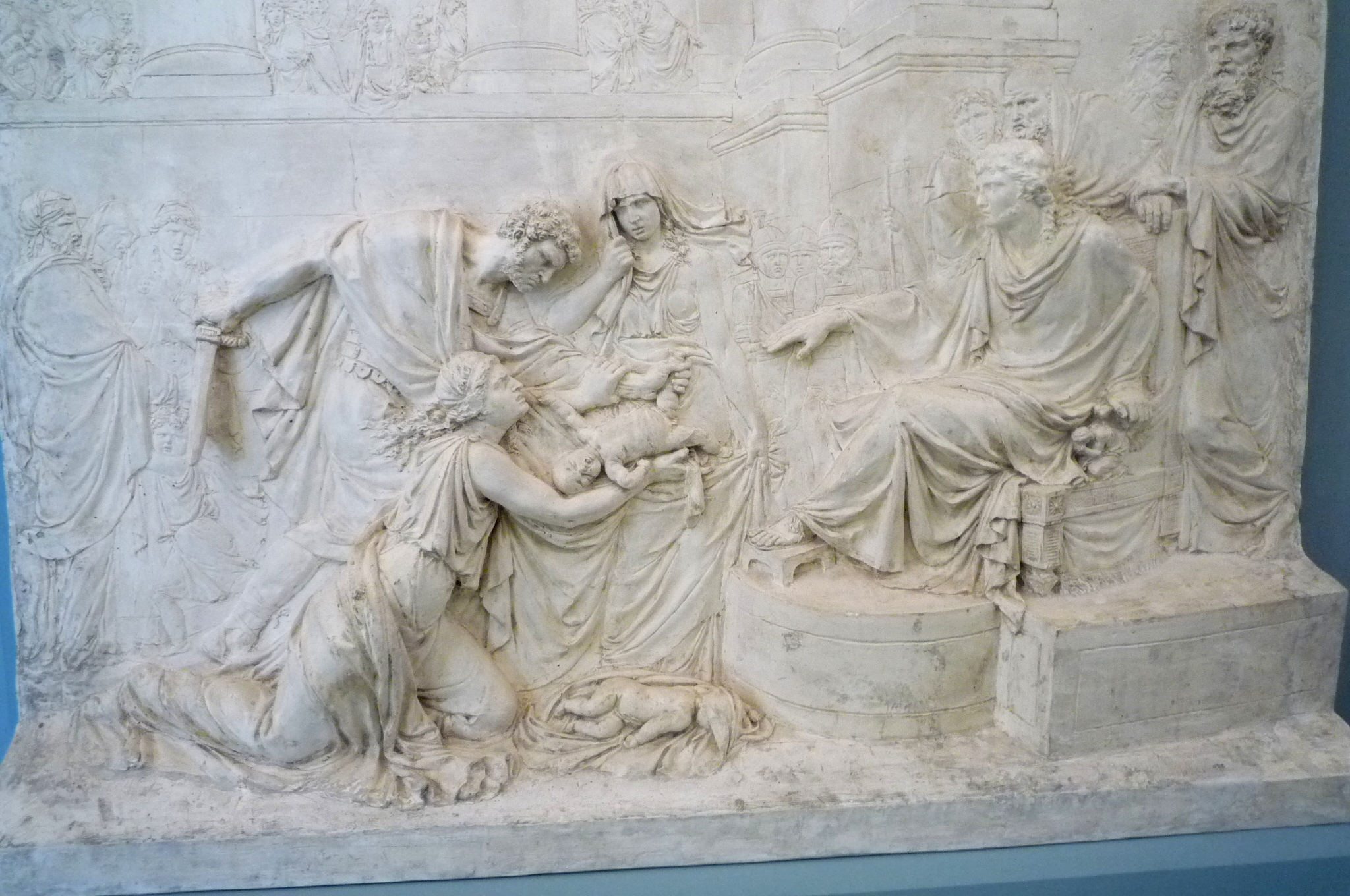
Il giudizio di Salomone (1790), Vizille, museo della Rivoluzione francese